# Metropolitan Borough of Sefton
Metropolitan Borough of Sefton är ett storstadsdistrikt (kommun) i Merseyside i England i Storbritannien. Distriktet har 281 027 invånare (2022). Det ligger längs kusten norr om Liverpool.
Större orter är Bootle, Crosby, Formby, Litherland, Maghull och Southport.
Större delen av distriktet (med cirka 75 procent av befolkningen) är inte indelat i civil parishes. Resten av distriktet är indelat i tio civil parishes: Aintree Village, Formby, Hightown, Ince Blundell, Little Altcar, Lydiate, Maghull,  Melling, Sefton och Thornton.